# Helga Strätling-Tölle
Helga Strätling-Tölle, geborene Tölle (* 2. März 1927 in Paderborn; † 2017), war eine deutsche Psychotherapeutin und Schriftstellerin.

## Leben und Werk
Helga Tölle wuchs in ihrem Geburtsort Paderborn auf. Ihre Familie stammte von irischen Juden ab und engagierte sich im Widerstand gegen den Nationalsozialismus.
Nach dem Abitur studierte Helga Tölle Psychologie, Philosophie und Publizistik in Aachen, Münster und Freiburg. 1953 heiratete sie den deutschen Publizisten und Autor Barthold Strätling. Gemeinsam hatten sie sieben Kinder.
Von 1960 an lebte sie bis zu ihrem Tode in Rottendorf im unterfränkischen Landkreis Würzburg.
Neben ihrer Tätigkeit als Psychologin arbeitete Helga Strätling-Tölle als Journalistin und in der Erwachsenenbildung.
Sie verfasste Jugend- und Erwachsenenromane, sowie Fachliteratur zur Familien-, Kinder- und Jugendpsychologie.
Von 1971 bis 1975 war sie auch Mitglied der Synode der Bistümer in der Bundesrepublik. 
Strätling-Tölle engagierte sich seit 1990 in der Hospizbewegung und war auch Ehrenmitglied der Hospizvereine Würzburg und Ljubljana.

## Auszeichnungen
- 1956: Sonderpreis des Deutschen Jugendbuchpreises für … ganz einfach Doko. Die Geschichte eines Mädchens.

## Werke
- Die große Entscheidung. Dramatisches Zeitspiel. Selbstverlag des BDKJ Paderborn, Paderborn 1949,
- … ganz einfach Doko. Die Geschichte eines Mädchens. Paulus, Recklinghausen 1955, DNB 454915365.
- Jeannette Leon. Das Mädchen mit dem Stern. Arena, Würzburg 1961, DNB 454915373, auch als Jeannette Leon. Eine tapfere Liebe überwindet Not und Gefahr. Arena, Würzburg 1966, DNB 458257729.
- Sexualpädagogisches Unterweisungsmuster für 14jährige Mädchen (= Landesarbeitsgemeinschaft zur Bekämpfung der Geschlechtskrankheiten und für Geschlechtserziehung Nordrhein-Westfalen: Sonderheft der Landesarbeitsgemeinschaft zur Bekämpfung der Geschlechtskrankheiten und für Geschlechtserziehung, Nordrhein-Westfalen, Teil 8). Luthe-Verlag, Köln 1960, DNB 454755430
- Mata und die Wölfe. Ein Mädchen im wilden Waldgebiet Nordfinnlands. Arena, Würzburg 1966, DNB 458257737.
- Der Mond hat keine Beine. Erlebte Geschichten aufgeschrieben. Auer, Donauwörth 1969, DNB 458257745.
- mit Barthold Strätling: Kinder zwischen Gut und Böse. Gewissensbildung als Lebenshilfe. Lahn, Limburg 1970, DNB 458257680.
- mit Barthold Strätling: Junge Christen kontra Kirche. Jugend in der Glaubensentscheidung. Lahn, Limburg 1971, ISBN 3-7840-0526-8.
- mit Barthold Strätling: Erziehen ist (k)ein Kinderspiel. Neue Erziehungsaufgaben in der jungen Familie. Herder, Freiburg im Breisgau 1975, ISBN 3-451-17243-7.
- mit Barthold Strätling: Allein mit den Kindern. Leben und Erziehen in der Teilfamilie. Lahn, Limburg 1976, ISBN 3-7840-6016-1.
- mit Heidi Silbernagl: Den Lebensweg zu Ende gehen. Für einen menschlichen Umgang mit Sterben, Tod und Trauer. dtv, München 1995, ISBN 3-423-35099-7.
- Magdalena. Ein Frauenleben von 1856 bis 1944. Roman. Takt, Paderborn 1999, ISBN 3-931732-04-5.
- Übergänge. Geschichten und andere Texte vom Leben und Sterben. Lahn, Limburg 2000, ISBN 3-7867-8346-2.
- mit Johannes von Tepl: Streit um einen würdigen Tod: der Schrei nach Leben; der Ackermann aus Böhmen neu entdeckt. Übersetzung des Ursprungstextes von Johannes von Tepl ins Neuhochdeutsche von Willy Krogmann. Takt-Verlag, Paderborn 2003, ISBN 3-93173-216-9.

Redaktion
- Freund der Kinder. Auer, Donauwörth 1964–1967.
- Freund der Jugend. Auer, Donauwörth 1964–1967.

Herausgabe
- 50 Tage intensiv. Oder die menschliche Würde im Krankenhaus. Mabuse, Frankfurt am Main 2000, ISBN 3-933050-53-7.